# Schattenstunde
Schattenstunde ist ein Filmdrama von Benjamin Martins, das im Juli 2021 beim Filmfest München seine Premiere feierte und am 27. Januar 2022 in die deutschen Kinos kam. Es handelt sich um eine Filmbiografie über die letzten Lebensstunden des evangelischen Schriftstellers und Liederautors Jochen Klepper, der von den Nationalsozialisten gemeinsam mit seiner jüdischen Frau, die in einer sogenannten Mischehe lebten, und deren Tochter in den Suizid getrieben wurde. Der Film basiert auf den Tagebucheinträgen von Klepper, die posthum von seiner Schwester als Buch veröffentlicht wurden.

## Handlung
Dem Film erzählt von der letzten gemeinsamen Zeit der Familie Klepper und beginnt mit der Begegnung von Jochen Klepper im Jahr 1942 mit dem SS-Obersturmbannführer und Organisator des Holocausts, Adolf Eichmann. Nachdem der Ausreiseantrag für seine Ehefrau Johanna und deren Tochter abgelehnt wird, tötete sich die Familie in derselben Nacht selbst in ihrer Berliner Wohnung.

## Biografisches

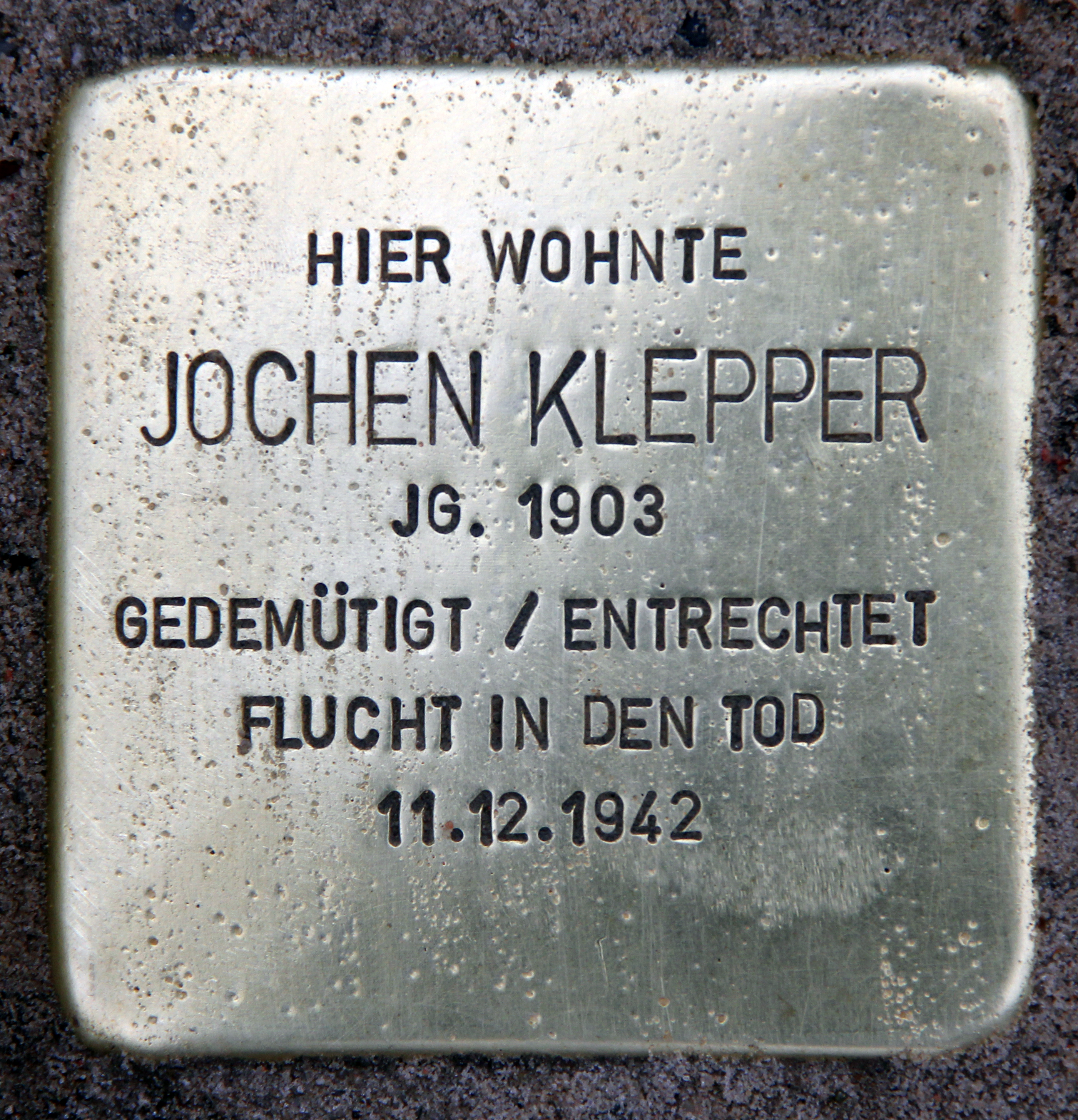
Der Stolperstein für Jochen Klepper vor seinem Wohnhaus in der Teutonenstraße in Berlin-Nikolassee

Jochen Klepper war ein deutscher Theologe, der als Journalist und Schriftsteller tätig war. Er gilt als einer der bedeutendsten Dichter geistlicher Lieder des 20. Jahrhunderts. Im April 1929 lernte er die jüdische Witwe Johanna Stein aus Nürnberg kennen, und nach zweijähriger Beziehung heiratete der damals 28-jährige Klepper im März 1931 die 13 Jahre ältere Frau. Ab September 1932 führte Jochen Klepper Tagebuch. Ende November 1940 erhielt er die Einberufung zur Wehrmacht und diente von Dezember 1940 bis Oktober 1941 als Soldat, bis er wegen seiner „nichtarischen Ehe“ als „wehrunwürdig“ entlassen wurde. Die Familie nahm sich in der Nacht vom 10. auf den 11. Dezember 1942 durch Schlaftabletten und Gas gemeinsam das Leben. Die letzte Eintragung im Tagebuch Kleppers lautet:
„Nachmittags die Verhandlung auf dem Sicherheitsdienst. Wir sterben nun – ach, auch das steht bei Gott – Wir gehen heute nacht gemeinsam in den Tod. Über uns steht in den letzten Stunden das Bild des Segnenden Christus, der um uns ringt. In dessen Anblick endet unser Leben.“
Das gekürzte Tagebuch wurde 1957 von seiner Schwester Hildegard unter dem Titel Unter dem Schatten deiner Flügel herausgegeben und erschien in mehr als 20 Auflagen.

## Produktion
Regie führte Benjamin Martins, der auch das Drehbuch schrieb. Er hatte 2009 während eines Gottesdienstes zum ersten Mal von Klepper gehört. Schattenstunde wurde beim Nachwuchspreis First Steps als bester abendfüllender Spielfilm ausgezeichnet. In der Begründung der Jury heißt es über den kammerspielartig inszenierten Film: „Obwohl der physische Raum so klein ist, wird die Geschichte gesellschaftsübergreifend erzählt. Dabei greift er auf einen schier unerschöpflichen Ideenreichtum zurück und bricht konstant mit filmischen Konventionen und Sehgewohnheiten. Die so erschafften Bilder treffen einen bis ins Mark und zeugen von einer beeindruckenden künstlerischen Übersetzung emotionaler Klaustrophobie. Eine Freiheit im Geist und in der Neuschöpfung kreativer Mittel, die wir so noch nie gesehen haben.“
Christoph Kaiser spielt in der Hauptrolle Jochen Klepper, Beate Krist seine jüdische Ehefrau Johanna.
Bis August 2019 drehte man in Speyer. Weitere Aufnahmen entstanden in Darmstadt, Wiesbaden und im Allgäu. Insgesamt dauerten die Dreharbeiten nur elf Tage. Das quadratische Format habe man gewählt, um die Enge, die die Familien Klepper und die ganze jüdische Gemeinde in dieser Zeit erfahren hat, zum Ausdruck zu bringen, so der Regisseur. Als Kameramann fungierte Malte Papenfuß.
Die Premiere erfolgte am 7. Juli 2021 beim Filmfest München. Am 27. Januar 2022 kam der Film in die deutschen Kinos.

## Rezeption

### Kritiken
Alexandra Seitz von epd Film schreibt, Benjamin Martins übersetze im Rahmen seines visuell immer wieder überraschenden Films die moralphilosophischen Reflexionen und ethischen Überlegungen, die Jochen Klepper noch ein letztes Mal schwer umtreiben, als konkretes Hadern mit einer teuflischen Gestalt in Horrorbilder. Schattenstunde wandere auf einem schmalen Grat zwischen generalisierender Abstraktion und identifikatorischem Realismus und stürzt mal den einen, mal den anderen Abhang hinunter. Das Werk fordere die narrativen Konventionen heraus, beziehe Stellung und sei auf zwiespältige Weise sehenswert. Durch die Enge, die das quadratische Bildformat suggeriert, wirke es, als säßen die Protagonisten in jener von Edgar Allan Poe in Die Grube und das Pendel erdachten Falle, wie sie hier vom System zerquetscht werden.

### Auszeichnungen
Achtung Berlin Filmfestival 2021
- Nominierung im Wettbewerb Spielfilm[11]

Filmfest München 2021
- Nominierung im Wettbewerb Neues Deutsches Kino[12]

First Steps 2021
- Auszeichnung als Bester abendfüllender Spielfilm (Benjamin Martins)[13]

Tallinn Black Nights Film Festival 2021
- Nominierung in der Kategorie Rebels with a cause

Exground Filmfest Wiesbaden 2021
- Nominierung

Filmtage Oberschwaben 2021
- Nominierung

Miami Jewish Film Festival 2021
- Nominierung